# جيمس زغبي
جيمس زغبي (بالإنجليزية: James Zogby)‏ هو أكاديمي أمريكي من أصل لبناني ومؤسس ومدير المعهد العربي الأمريكي. كان يقدم البرنامج الأسبوعي فيوبوينت (Viewpoint) الذي بثه تلفزيون أبوظبي.

## النشأة
ولد جيمس زغبي في أوتيكا، نيويورك لأب مهاجر لبناني غير شرعي دخل إلى الولايات المتحدة في 1922 هو يوسف الزغبي.

## الجوائز والتقدير
- 169 ضمن «أقوى 500 شخصية عربية 2011» أريبيان بزنس

## أعماله
- أصوات عربية

## روابط خارجية
- جيمس زغبي على موقع IMDb (الإنجليزية)
- جيمس زغبي على موقع كينوبويسك (الروسية)